# Chaetostoma marginatum
Chaetostoma marginatum är en fiskart som beskrevs av Regan, 1904. Chaetostoma marginatum ingår i släktet Chaetostoma och familjen Loricariidae. Inga underarter finns listade i Catalogue of Life.